# Carl Schenkel
Carl Schenkel (Berna, 8 maggio 1948 – Los Angeles, 1º dicembre 2003) è stato un regista svizzero.

## Biografia
Nato a Berna si trasferì a Francoforte per studiare sociologia, svolgendo al contempo la professione di giornalista. 
Entrò nel mondo del cinema collaborando inizialmente alla stesura di sceneggiature e poi come assistente alla regia e regista della seconda unità. Esordì anche come regista nel 1979 e nel 1984 con Out of order - Fuori servizio ottenne visibilità e premi in diversi festival internazionali.
Oltre all'attività cinematografica è stato attivo anche in televisione e nella pubblicità.
È morto a 55 anni per un attacco cardiaco.

## Filmografia (parziale)

### Cinema
- Il succhione (Graf Dracula in Oberbayern) (1979)
- Punk angels (1981)
- Out of order - Fuori servizio (Abwärts) (1984)
- Jamaica Cop (1989)
- Il silenzio del lago ghiacciato (Zwei Frauen) (1989)
- Scacco mortale (Knight Moves) (1992)
- Incubo in corsia (Exquisite Tenderness) (1995)
- Tarzan - Il mistero della città perduta (Tarzan and the Lost City) (1998)

### Televisione
- Rogo - film TV 1987
- Per mancanza di prove (Beyond Betrayal) – film TV (1994)
- Baci di ghiaccio (Kalte Küsse) – film TV (1997)
- La verità nascosta (Missing Pieces) – film TV (2000)
- Assassinio sull'Orient Express (Murder on the Orient Express) – film TV (2001)